# Silent Hill (série de jeux vidéo)
Pour les articles homonymes, voir Silent Hill.
Silent Hill est une série de jeux vidéo de type survival horror éditée par Konami. Elle a débuté en 1999 avec Silent Hill sur PlayStation. Les quatre premiers volets de la série ont été développés par la « Silent Team » de Konami CE Tokyo, Silent Hill: Ørigins et Silent Hill: Shattered Memories ont été développés par Climax, et ce sont les équipes de Double Helix Games qui ont travaillé sur le développement de Silent Hill: Homecoming. Le dernier volet sorti, ayant comme nom Silent Hill: Downpour, est développé par le studio Vatra, qui fait partie du groupe Kuju Entertainment. Le volet suivant de la série, Silent Hills, devait être développé par Kojima Productions, mais a été annulé par Konami le 27 avril 2015, le titre restant à l'état de démo jouable.
Silent Hill a été comparé à de nombreuses reprises avec Resident Evil, autre référence du survival horror, sorti sur la même plate forme trois ans auparavant. Ces comparaisons ont encore lieu, même après dix ans d'exploitation de la franchise, et ce bien que les deux séries soient différentes dans leurs approches des mécanismes de la peur.
La série a connu un vif succès auprès du public. Elle a donné naissance à deux adaptations cinématographiques par Christophe Gans et M. J. Bassett, ainsi qu'à plusieurs autres jeux, dont l'action est toujours située dans les alentours de la ville de Silent Hill.

## Généralités
L'univers de Silent Hill aborde et exploite des thèmes communs aux survival horror, tels que les créatures monstrueuses, les munitions à trouver, les séquences de boss, et la peur en général, mais s'éloigne également des canons du genre en mettant en scène des aspects plus originaux pour un jeu vidéo. Ainsi, Silent Hill exploite des domaines comme la folie des hommes, une communauté sectaire, le malsain et l'angoissant plutôt que la peur physique.
Une autre particularité de la série est de laisser planer de grands mystères sur les protagonistes et leurs histoires, comme sur les évènements qui se déroulent dans les jeux. Cela donne lieu à une interprétation quasiment libre, qui voit naître de nombreuses théories et tentatives d'explications sur internet. De la même façon, la chronologie entre les différents épisodes n'est pas clairement établie généralement (sauf entre le premier et le troisième opus, qui sont liés). Quelques détails sont parfois donnés dans les making of des jeux ou dans des interviews, mais cela laisse malgré tout une grande place à l'imagination des joueurs.
Les différentes cartes de la ville présentes dans les jeux ne sont pas rigoureusement identiques, ce qui tend à démontrer que du temps s'est écoulé entre chaque opus, ou que la ville est différente selon chaque personnage. Des joueurs sont tout de même parvenus à établir une carte qui s'approche de la géographie supposée de la ville.

### Système de jeu
Le gameplay est globalement le même dans tous les opus. Le joueur contrôle un unique personnage, qui, mis à part dans Silent Hill: Homecoming, ne possède pas d'aptitude particulière pour le combat ni pour le maniement des armes. Le personnage doit faire face à des monstres et des créatures souvent très effrayantes, ainsi qu'à des situations délicates. Au fur et à mesure de l'avancement dans le jeu, le joueur dispose de plus d'armes et de moyens de lutter contre les ennemis qu'il croise, et il ramasse également des munitions, ainsi que des moyens de se soigner.
Les jeux possèdent tous un niveau de difficulté allant de facile à difficile, ainsi qu'un niveau bonus, à débloquer après avoir fini le jeu une première fois. Dans le même ordre d'idées, une des constantes de la saga est de mettre à la disposition du joueur plusieurs fins alternatives, qui sont disponibles en fonction des actions réalisées au cours de la partie,.

### Inspiration
L'univers graphique, les ambiances, et parfois les faits du jeu s'inspirent de diverses sources.
Le film L'Échelle de Jacob d'Adrian Lyne est souvent nommé dans les articles concernant la série, et une station de métro du troisième épisode, par exemple, reprend l'architecture et le nom de celle du film, elle-même tirée d'une vraie station de métro de New York. Les jeux de la série s'appuient également dans certains aspects sur le concept de l'inquiétante étrangeté, basé sur une réflexion autour de l'animation hypothétique des objets, et les angoisses qui peuvent découler de cette possibilité.
On peut également citer des réalisateurs comme Stanley Kubrick, Alfred Hitchcock et David Lynch; mais aussi des auteurs de littérature tels qu'Edgar Allan Poe, H. P. Lovecraft ou Stephen King; et des artistes contemporains comme Francis Bacon, Hans Ruedi Giger. Les noms des rues de la ville sont des clins d'œil, le plus souvent à des auteurs de littérature,.

### Akira Yamaoka
Akira Yamaoka, présent dans l'entreprise Konami depuis 1993 jusqu'à fin 2009, est une des personnalités marquantes de la série Silent Hill. En effet, ce compositeur de musique et de sons de jeux vidéo est nommé en 1999 responsable de l'équipe qui compose les sons et la bande originale du premier volet. À partir de Silent Hill 3, il devient producteur de la série, ce qui lui permet de travailler sur le scénario des jeux, tout en restant le compositeur des sons et bandes originales, jusqu'à Shattered Memories. Il est également choisi par Christophe Gans pour être le compositeur de la bande originale du long métrage.
Les compositions de Akira Yamaoka font partie intégrante de la série Silent Hill, et les critiques, les tests ainsi que les dossiers sur la série soulignent fréquemment l'importance de celles-ci pour l'univers et l'ambiance du jeu.

## Personnages
Les personnages qui se retrouvent à combattre les phénomènes et les monstres de Silent Hill ont souvent des points communs. Les héros sont peu habitués à se battre, à l’exception du volet Homecoming, dont le héros a les aptitudes d'un vétéran. Ce sont pour la plupart des hommes ordinaires – l'add-on Born from a Wish de Silent Hill 2 et Silent Hill 3 donnent pour leur part le contrôle d'un personnage féminin –, ayant une vie d'apparence classique, sans rien qui les distingue. Néanmoins, ces mêmes personnages aux allures banales cachent souvent un lourd secret, un passé douloureux ou encore un événement de leur vie enfoui mais qui pèse sur leur conscience. Le jeu révèle généralement des indices au fur et à mesure de la progression, ce qui permet de lever un peu le voile sur les mystères de leurs vies, mais il est aussi fréquent que la fin du jeu pose autant de questions qu'elle donne de réponses.

### Personnages principaux
- Harry Mason[a 3]
- James Sunderland[a 4]
- Heather Mason[a 5]
- Henry Townshend[a 6]
- Travis O'Grady[a 7]
- Alex Shepherd[a 8]
- Murphy Pendleton[a 9]

## Héritage
La franchise a ouvert une nouvelle voie au genre du survival horror. Ainsi, des séries comme Forbidden Siren, Project Zero ou encore Deadly Premonition se sont développées et nourries des Silent Hill, pour poursuivre l'histoire du jeu d'horreur psychologique.

## La série et les produits dérivés
Silent Hill compte huit épisodes principaux. D'autres produits, comme un jeu d'arcade, plusieurs jeux sur téléphone portable, une fiction interactive, des bandes originales, des artbooks et deux films sont également parus.

### Épisodes principaux

#### Silent Hill
Silent Hill, sorti en 1999, raconte l'histoire de Harry Mason, parti avec sa fille Cheryl en vacances dans la petite ville balnéaire de Silent Hill. Sur la route, il a un accident et s'évanouit. À son réveil, Cheryl a disparu. Aidé par Cybil, une motarde de la police de la ville voisine égarée sur les lieux, Harry va devoir affronter les horreurs de Silent Hill, explorer des endroits étranges et résoudre des énigmes dans une ville vidée de ses habitants, pour tenter de retrouver la fillette, et comprendre le mystère qui l'entoure.

#### Silent Hill 2
Silent Hill 2, paru deux ans après le précédent opus en 2001, fait incarner James Sunderland, un jeune homme veuf. Il reçoit cependant une étrange lettre qui semble provenir de Mary, son épouse décédée d'une maladie. La lettre lui dit qu'elle l'attend dans « leur lieu à eux », Silent Hill. James s'y rend donc, troublé. Il va se rendre compte que Silent Hill n'est plus la jolie petite bourgade touristique qu'il avait visité avec sa femme, mais une ville effrayante peuplée de créatures immondes, qui vont se dresser entre lui et sa recherche de vérité.
Le jeu sera complété par un scénario additionnel sur certaines éditions : Born from a Wish. Maria est dans sa loge, se questionnant. Elle veut trouver une autre personne en vie dans la ville hantée par des monstres. Le seul refuge qu'elle trouve est le manoir Baldwin, où se terre Ernest Baldwin qui refuse de rencontrer directement Maria.

#### Silent Hill 3
Silent Hill 3, sorti en 2003, met en scène une jeune fille, Heather Mason, la fille adoptive de Harry Mason, héros du premier épisode. Dans ce volet, lié au premier, la jeune héroïne, initialement sortie de chez elle pour faire un peu de shopping au centre commercial à quelques kilomètres de sa maison, se retrouve mêlée à une histoire qui la dépasse. Les membres d'une secte de Silent Hill ont décidé de faire d'elle la mère du futur dieu à naître et elle va devoir lutter contre des monstres et des phénomènes peu ordinaires pour sa survie tout en éclaircissant les mystères de son propre passé.

#### Silent Hill 4: The Room
Silent Hill 4: The Room a été édité en 2004. Il présente l'histoire de Henry Townshend, jeune homme ayant emménagé deux ans avant le début du jeu dans un nouvel appartement, à South Ashfield. Depuis quelque temps, Henry fait d'étranges cauchemars, et constate un jour que la porte d'entrée de son domicile est bardée de chaînes, la rendant infranchissable. Le téléphone est coupé, la télévision ne fonctionne plus et les fenêtres sont condamnées. Les voisins ne l'entendent pas et se demandent où il peut bien être. La seule issue semble être un étrange trou qui s'est ouvert dans sa salle de bains. Ce trou mène Henry dans une dimension parallèle où l'horreur semble être la seule loi. Il devra explorer cette dimension à la recherche d'informations sur des évènements vieux de plus de vingt ans.

#### Silent Hill: Ørigins
Silent Hill: Ørigins est un prologue des précédents volets sortie en 2007. Le joueur incarne Travis Grady, conducteur de poids lourds sujet à des visions et à des cauchemars. Après avoir évité un accident sur la route aux alentours de Silent Hill, Travis sort de son camion et voit une fillette qui court. En la suivant, il se retrouve devant une maison en flammes. Il en sortira une autre enfant, gravement brûlée, qu'il conduira à l'hôpital le plus proche. Désireux d'attendre de ses nouvelles, il reste dans l'hôpital mais est sujet à un malaise. Lorsqu'il se réveille, il comprend rapidement que son salut va dépendre de sa capacité à se défendre contre les créatures monstrueuses que la ville abrite.

#### Silent Hill: Homecoming
Silent Hill: Homecoming raconte l'histoire d'Alex Shepherd, un jeune militaire vétéran, qui rentre à Sheperd's Glen, à la suite d'une blessure, avec l'intime conviction qu'il est arrivé quelque chose à son jeune frère Joshua. Lorsqu'il rentre chez lui, l'accueil que lui réserve sa mère est des plus étranges et elle est seule dans leur maison. Alex va partir à la recherche de Joshua, et ses pas finiront par le conduire dans la ville voisine, Silent Hill. Il va devoir y affronter les effroyables choses qui peuplent la ville plongée dans la brume.

#### Silent Hill: Shattered Memories
Silent Hill: Shattered Memories est une réécriture du premier Silent Hill. On y incarne toujours Harry Mason, qui partira à la recherche de sa fille Cheryl, après un accident de voiture près de l'inquiétante ville…

#### Silent Hill: Downpour
Silent Hill: Downpour suit l’histoire de Murphy Pendleton, un homme d'une trentaine d'années qui est en prison pour de mystérieuses raisons. L'histoire commence par un transfert de prisonniers qui doit conduire Murphy vers le pénitencier de Brahms. C'est lors de ce transfert qu'il rencontre l'officier Anne Cunningham qui semble profondément le haïr alors que lui semble ignorer pourquoi. Sur la route du trajet une pluie torrentielle s'abat et une faute d'inattention du chauffeur envoie le bus dans un ravin. Murphy se réveille bien plus tard et se retrouve seul dans une forêt épaisse baignée de brouillard. Il décide de rejoindre la ville la plus proche qui se trouve être Silent Hill. Mais il est poursuivi par l'agent Cunningham qui semble bien déterminée à en découdre avec lui…

#### Silent Hills
Révélé lors de la Gamescom 2014 par le biais de P.T., un teaser interactif, Silent Hills est développé par Kojima Productions en collaboration avec le réalisateur Guillermo del Toro. Le héros du jeu aurait les traits de l'acteur Norman Reedus. Le projet est officiellement annulé le 27 avril 2015 après plusieurs jours de rumeurs, laissant planer un doute sur l'avenir de la saga.

#### Silent Hill f
Dans le Japon des années 1960, la ville isolée d'Ebisugaoka où réside Hinako Shimizu est soudainement engloutie dans la brume, transformant sa maison en un lieu cauchemardesque.
Alors que la ville sombre dans le silence à mesure que la brume s'épaissit, Hinako doit explorer les méandres d'Ebisugaoka, résolvant des énigmes complexes tout en affrontant des monstres grotesques afin de survivre.
Révélé lors de la Silent Hill Transmission par Konami le 19 octobre 2022, Silent Hill f est développé par le studio NeoBards Entertainment. Il est réalisé par Al Yang, produit par Motoi Okamoto, et scénarisé par Ryūkishi07.
C'est un tout nouvel épisode de la franchise, qui se déroulera dans le Japon des années 1960 et semble inspiré du folklore japonais, contrairement aux précédents épisodes de la saga qui se déroulaient aux États-Unis.

### Dérivés

#### Bandes originales
Plusieurs albums reprenant les thèmes et chansons des différents jeux ont été édités et commercialisés. Il existe un album par jeu.
À noter que Promise a été reprise dans le film

#### Jeux
- Silent Hill: Play Novel est un genre de bande dessinée interactive, sortie en 2001 sur Game Boy Advance uniquement au Japon. Le jeu raconte l'histoire du premier opus selon les points de vue de Harry et de Cybil, et fait vivre également une aventure inédite nommée « Le Garçon ». Cette dernière n'étant disponible que via le Mobile System GB, il n'est plus possible d'y jouer[9].

- Silent Hill: The Arcade, sorti en 2007, est une version jouable sur borne d'arcade en coopération possible à deux joueurs. Une machine a été conçue spécifiquement pour le jeu dont le scénario et les personnages sont inédits dans la série. De jeunes étudiants sont confrontés à l'univers inquiétant de la ville pendant une enquête sur un naufrage, 75 ans avant le début du jeu[a 11]. La borne, au design assez spécifique[10], propose un mode de jeu similaire à d'autres parutions sur arcade, telles que Time Crisis ou The House of the Dead.

- Silent Hill: Orphan est un autre spin-off sorti sur téléphone portable. Paru en 2007, c'est un jeu en pointer-et-cliquer qui place le joueur dans un orphelinat, dans une ambiance proche de celle qu'on retrouve à l'intérieur des bâtiments de la série originale[a 11].
- Silent Hill: Escape est un jeu de tir à la première personne sorti en 2007 sur téléphone mobile[a 11], iPhone et iPod touch, où le joueur doit affronter les choses étranges de l'univers de Silent Hill dans un labyrinthe[11].
- Silent Hill: Mobile 2 est la suite de Silent Hill: Orphan, et possède donc le même gameplay. L'action se déroule cette fois dans un hôpital[a 11].
- Silent Hill: Book of Memories est un spin-off sorti exclusivement sur PlayStation Vita le 2 novembre 2012, il a été développé par Wayforward Technologies. Il s'agit d'un hack'n slash où l'on y incarne un étudiant qui entre dans ses cauchemars composés de labyrinthes et autres pièces infestés de créatures. Le jeu comporte également un mode multijoueur coopératif jusqu'à 4 joueurs.
- Un contenu téléchargeable pour le jeu de survival horror asymétrique Dead by Daylight centré sur la saga Silent Hill est annoncé le 16 juin 2020. Le joueur peut incarner Cheryl Mason en tant que survivant, ou "Pyramid Head" en tant que tueur. La map du DLC est l'école élémentaire de Midwich. Il est à noter aussi que des personnalisations, payantes également, permettent au joueur de prendre l'apparence de Lisa Garland et de Alessa Gillespie, autres personnages phares de la saga.
- Silent Hill 2 Remake, annoncé officiellement par Konami lors de la Silent Hill Transmission[12], est développé par Bloober Team, est sorti le 8 octobre 2024.
- Silent Hill Townfall[13], développé par No Code et Annapurna Interactive sera un spin-off de la franchise. Plus de détails seront partagé en 2023 quant au concept du jeu.
- Silent Hill Ascension[14] est une série interactive prévue pour 2023 par Genvid où les spectateurs feront des choix pour faire avancer l'histoire du jeu.
- Silent Hill The Short Message est un épisode sorti gratuitement sur Playstation 5 lors du State of Play organisé par Sony le 31 janvier 2024. C'est un walking simulator, dans lequel on incarne Anita, adolescente en proie à la dépression, qui essaie de retrouver son amie Maya. Le jeu se démarque par les sujets abordés, actuels (entre autres le suicide, la dépression chez les adolescents, le besoin de reconnaissance, les réseaux sociaux).
- Silent Hill 3 Remake, en développement par Bloober Team, à la suite du succès des ventes de Silent Hill 2 Remake[15],[16].

#### Films
Silent Hill, sorti en 2006 reprend globalement le scénario du premier volet. Le réalisateur Christophe Gans à néanmoins pris quelques libertés avec l'histoire d'origine, en remplaçant par exemple quelques personnages, ainsi que des noms, mais en respectant l'univers de la série, et en travaillant en collaboration avec Akira Yamaoka.
Rose et Christopher Da Silva ont adopté la petite Sharon alors qu'elle était encore un bébé. Celle-ci, aujourd'hui âgée d'une dizaine d'années, est victime d'étranges phénomènes. Elle fait des crises de somnambulisme pendant lesquelles elle met ses jours en danger, fait des dessins sombres et inquiétants dont elle ne se souvient pas, et évoque sans cesse la ville de Silent Hill. Pour tenter de venir en aide à sa fille, Rose va la conduire dans la ville, malgré les mises en garde de son époux. Une fois sur place, la jeune femme est victime d'un accident qui lui fait perdre connaissance. À son réveil, Sharon a disparu. Rose, au péril de sa vie, et aidée de l'officier Cybil Bennett, va tout faire pour retrouver sa fille, dans une ville peuplée de gens semblant faire partie d'une secte, et de créatures plus qu'effrayantes.
En 2012, un deuxième film est sorti au cinéma. Il est la suite du premier volet et se nomme Silent Hill: Revelation 3D, réalisé par M. J. Bassett. Ce deuxième opus reprend des éléments scénaristiques de Silent Hill 3. Il est très mal reçu par la critique et le public.
Lors du Festival de Gérardmer de 2020, Christophe Gans annonce qu’il travaille sur un nouveau film Silent Hill au cinéma : « [...] Le projet sera toujours ancré dans cette ambiance de petite ville américaine, ravagée par le puritanisme. Je pense qu’il est temps d’en faire un nouveau. ». Le tournage de Return to Silent Hill débute en 2023.

#### Comics et romans
Les jeux vidéo ont connu des adaptations en comics, ainsi que des novélisations (Silent Hill novel  (ISBN 4-86155-815-8) et Silent Hill 2 novel  (ISBN 4-86155-832-8)) écrits par Sadamu Yamashita et illustrés par Masahiro Itō, et disponibles uniquement en japonais.

#### Autres
- The Silent Hill Experience est un UMD, édité et développé par Konami, sorti en France le 20 avril 2006. Ce n'est pas un jeu à proprement parler mais plutôt un rassemblement de différents formats destinés à faire découvrir un peu plus l'univers de la série[23].

### Autres séries
- Alone in the Dark de Infogrames, débutée en 1992.
- Resident Evil de Capcom, débutée en 1996.
- Dino Crisis de Capcom, débutée en 1999.
- Dead Space de Visceral Games, débutée en 2008.

### Médias externes
- Vidéo d'extraits de The Silent Hill Experience